# Président du Conseil des ministres de Crimée
Depuis la crise de Crimée et le rattachement de la république de Crimée à la Russie, la Crimée est disputée entre la Russie et l'Ukraine. Le poste de président du Conseil des ministres de Crimée, chef du gouvernement de la Crimée, est revendiqué à la fois par la république autonome de Crimée et par la république de Crimée :
- selon le droit ukrainien, le poste porte le nom de président du Conseil des ministres de la république autonome de Crimée (en ukrainien : Прем'єр-міністр Автономної республіки Крим, en russe : Председатель Совета министров Автономной Республики Крым, en tatar de Crimée : Qırım Muhtar Cumhuriyetiniñ Baş Naziri).
- selon le droit russe, le poste porte le nom de président du Conseil des ministres de la république de Crimée (en ukrainien : Прем'єр-міністр республіки Крим, en russe : Председатель Совета министров Республики Крым, en tatar de Crimée : Qırım Cumhuriyetiniñ Baş Naziri).

## Mode de désignation
Le président du Conseil des ministres est nommé sur proposition du président de la Verkhovna Rada de Crimée (Parlement de Crimée), approuvée par le président de l'Ukraine puis par le Parlement de Crimée. Il préside le Conseil des ministres de Crimée.

## Liste

### République de Crimée(1992-1995)
| Président du Conseil des ministres | Début de mandat | Fin de mandat  |
| ---------------------------------- | --------------- | -------------- |
| Vitaliy Kurashyk                   | 22 mars 1991    | 20 mai 1993    |
| Borys Samsonov                     | 20 mai 1993     | 4 février 1994 |
| Iouri Mechkov                      | 4 février 1994  | 6 octobre 1994 |
| Anatoliy Franchuk                  | 6 octobre 1994  | 22 mars 1995   |

### République autonome de Crimée(depuis 1995 jusqu'en 2014)
| Président du Conseil des ministres | Début de mandat            | Fin de mandat     |
| ---------------------------------- | -------------------------- | ----------------- |
| Anatoliy Drobotov                  | 22 mars 1995               | 31 mars 1995      |
| Anatoliy Franchuk                  | 31 mars 1995               | 26 janvier 1996   |
| Arkadiy Demydenko                  | 26 janvier 1996            | 4 juin 1997       |
| Anatoliy Franchuk                  | 4 juin 1997                | 27 mai 1998       |
| Serhiy Kunitsyn                    | 27 mai 1998                | 25 juillet 2001   |
| Valeriy Horbatov                   | 25 juillet 2001            | 29 avril 2002     |
| Serhiy Kunitsyn                    | 29 avril 2002              | 20 avril 2005     |
| Anatoliy Matviienko                | 20 avril 2005              | 21 septembre 2005 |
| Anatoliy Burdiuhov                 | 23 septembre 2005          | 2 juin 2006       |
| Viktor Plakida                     | 2 juin 2006                | 17 mars 2010      |
| Vassyl Djarty                      | 17 mars 2010               | 17 août 2011      |
| Anatoli Moguiliov                  | 8 novembre 2011            | 27 février 2014   |
| Sergueï Aksionov                   | 27 février 2014 (de facto) | 11 mars 2014      |

### République de Criméeindépendante puis russe (depuis 2014)
| Président du Conseil des ministres | Début de mandat   | Fin de mandat     |
| ---------------------------------- | ----------------- | ----------------- |
| Sergueï Aksionov                   | 11 mars 2014      | 20 septembre 2019 |
| Iouri Gotsaniouk                   | 20 septembre 2019 | en poste          |

## Source
- (en) Cet article est partiellement ou en totalité issu de l’article de Wikipédia en anglais intitulé « Prime Minister of Crimea » (voir la liste des auteurs).